# 法蒂瑪的三個秘密

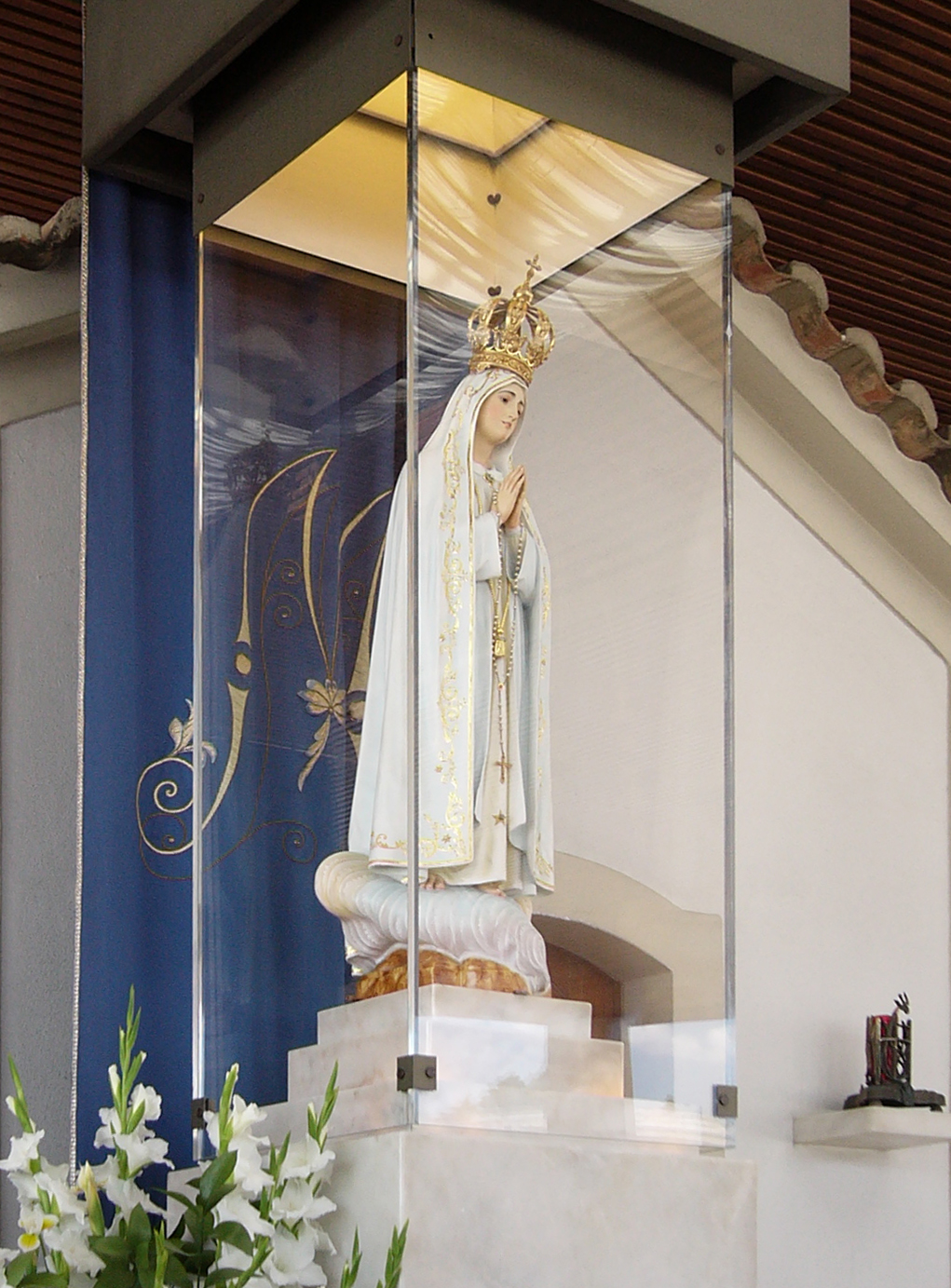
法蒂瑪聖母像

法蒂瑪的三個秘密是指聖母瑪利亞對葡萄牙花地瑪的三位牧童，露希亞·桑托斯（Lucia Santos）及她的表妹哈辛塔·瑪爾托（Jacinta Marto）和表弟弗朗希斯科·瑪爾托（Francisco Marto）所告知的三個預言，他們聲稱在1917年5月至10月間見證了聖母顯靈，也就是今日通稱的法蒂瑪聖母。
據說聖母瑪利亞在6月13日將這三個秘密以預言的形式交托給年輕的見證者們，其中第一個和第二個秘密在1941年露希亞·桑托斯協助她兩位表弟妹封聖所寫的一份文件中揭露，第三個未公開，雖然萊里亞教區主教命令她寫下交給教宗，但露希亞·桑托斯希望1960年揭露，她說這是因為她認為「那時候秘密可更為清楚」。第三個秘密由教宗若望保祿二世於2000年6月26日對外公佈，年邁的露希亞·桑托斯當時也在場。

## 第一秘密
第一秘密是地獄的幻視：
聖母向我們顯示了似乎是在地下的廣大火海，人類外形的惡魔和靈魂陷在其中，看起來像是燃燒中的透明炭塊，全是漆黑色或是如磨過的銅器般的顏色，沉浮在大火中，一下被從體內發出的火燄舉入空中，同時產生的還有大量的煙霧，一下以各種角度摔下，像烈火裡的火星般沒有重量和平衡，痛苦和絕望的尖叫與呻吟聲使我們因恐懼而發抖，惡魔的區別在於他們與看似可怕和讓人反感的不知名動物相似，全是黑色和透明。此幻象只持續了極短的時間，我們對仁慈聖母的感激恐怕永遠無法完整表示，因為她已預先保證將帶我們前往天堂，否則我想我們會因恐懼驚駭而死。

## 第二秘密
第二秘密描述當時仍在進行的第一次世界大戰會結束，並據信預言了天主若持續被冒犯和俄國人不願皈依，第二次世界大戰將會來臨。第二部份要求俄國必須奉獻給聖母無玷聖心：
你們已見到罪人們不幸的靈魂所前往的地獄，為了拯救他們，天主希望世界敬禮我的無玷聖心，如果我告訴你的事做到了，許多靈魂會被拯救而且會有和平，戰爭將會結束。但人們若不停止冒犯天主，更糟的一個會在庇護十一世的任內發生。當你見到夜晚被不知名的光所照亮，這就是天主將因罪惡懲罰世界的重大徵兆，方式是戰爭、饑荒和對教會與教宗的迫害。為了避免此事，我請求俄國皈依於我的無玷聖心，和首星期六的補贖感恩祭。若遵從我的要求，俄國將會皈依，並且會有和平，若不如是，俄國會將其錯誤散佈到世界，導致戰爭和對教會的迫害，善人們將殉教，而教宗將受許多苦難，多個國家會被消滅。最終，我的無玷聖心將得勝，教宗會將俄國奉獻給我，俄國人皈依我，然後世界會獲得一段時間的和平。
第二秘密看似同時預測了第二次世界大戰和反基督的蘇聯共產主義無神論的意識形態，以及西方自由世界與蘇聯集團的有限直接衝突和代理人戰爭（冷戰）。不過一些評論家指出此「預言」直至1941年8月，二次大戰已經開始後才發表。但是一些支持者也指出對於在1941年的觀察家而言，這看起來像是蘇聯似乎在蘇德戰爭中必將敗於納粹德國的大軍，也不可能形成它後來在中亞和東歐的霸權。
若望保祿二世在1984年3月25日聯合全世界的主教把全世界奉獻給聖母無玷聖心，聖座在官方網站表明路濟婭·桑托斯修女已經確認聖母要求的奉獻已在1984年完成。

## 第三秘密
第三秘密後來「在萊里亞主教閣下和聖母的指令下...」於1944年1月3日寫下。萊里亞主教在1943年9月15日訪問臥病在床的露希亞·桑托斯，建議她將祕密寫下以免死後失傳，露希亞·桑托斯對此感到躊躇終日。在10月中，萊里亞主教寄給她一封信直接命令她將秘密紀錄下來，露希亞·桑托斯將封印著第三個祕密的信封在1944年6月送達萊里亞，然後一直放在此地直到1957年送至羅馬。
2000年5月13日，在聖母第一次顯靈的83年後，聖座終於宣佈將此秘密公諸於世，秘密內容在6月26日發表。

主耶穌、聖母、聖若瑟
1917年7月13日法蒂瑪蔻伐·達·愛瑞爾牧地（Cova da Iria）顯露的祕密的第三部份。
我遵從你，天主，透過萊里亞主教閣下和聖母對我所下的命令，寫下此事。
在我之前所述的兩部份之後，在聖母左邊的稍上方，我們看見一位天使左手持一把燃燒之劍，其火燄似可燃燒整個世界，但在接觸到聖母右手向他放射的光後即熄滅。天使以右手指向地，大聲叫喊：「忏悔、忏悔、忏悔！」然後我們在天主的無邊之光內，「就像是人們從鏡前經過鏡子反射的影像」，看見一位穿著白衣的主教，「我們覺得他是教宗」，和其他主教、神父、男女信徒正攀爬一座險峻之山，山頂有一座像是用帶樹皮的黃柏粗製的木頭大十字架。在抵達前教宗蹣跚經過一座大城市，半成廢墟半在戰慄，他在痛苦和哀傷的折磨下，為他經過的屍體的靈魂祈禱。到達山頂後，他跪在大十字架下，一群士兵向他射擊子彈和箭殺死了他，然後同樣的方式主教、神父、男女信徒一個個死去，和形形色色不同階級和職位的俗人。十字架的雙臂下有兩位天使手裡各執一隻水晶聖水杓，他們以此收集殉道者的鮮血灑向前往天主的靈魂。
時任國際神學委員會主席的若瑟·拉辛格樞機，與秘密同文發表了一篇神學評論，在那裡他寫道：
|  | 「仔細研讀所謂的法蒂瑪第三秘密後...對此祕密引起的許多關注大概會感到不滿和驚訝，沒有重大謎團被揭露，也沒有公開未來。」 |

在解釋了公眾和私人啟示的區分後，他呼籲人們別將此訊息看成一個注定的未來事件：
|  | 「此幻見的目的並不於顯示一場注定不可更改的未來的影片，它的含意剛好相反，它的目的在於動員往正確方向改變之力量，因此我們應完全不重視宿命論對此祕密的解釋，例如稱1981年5月13日對教宗的暗殺僅是天主引導的神聖計劃下的手段，因而並非自願行為，或其他這類流傳的看法。」 |

他然後開始解釋這些畫面象徵的本質：
|  | 「秘密最後使用路濟亞可能在一些宗教書籍看過的畫面，這些書籍畫面的靈感直覺來自於長期信仰。」 |

關於於訊息的含意：
|  | 「當我們將自己投射到「秘密」的文字間時剩下的內容已明白可見，訓誡祈禱者們「靈魂救贖」之路和，又，呼籲懺悔與改信。」 |

## 軼聞
2005年，三個孩子中唯一還存活在世上的小孩，也就是大姊露希亞過世，她到離世之前，除教宗本篤十六世寫信說明真正的第三秘密之外，都沒有向任何人說明真正的第三秘密是什麼，但就在她臨終時，卻講出來了一句話讓身旁的人都嚇了一大跳，那就是：
|  | 「人們再不改過向善，而是持續發動戰爭，地球就將被一個跳動的太陽燒毀。」 |

說完之後，露希亞就安詳離世了。

## 影劇
1952年，這個聖母顯現事件被拍摄的电影，片名為《天使显灵》。
2020年，這個聖母顯現事件再一次被翻拍成電影，片名為《法蒂瑪的奇蹟》。